# Alzina de Can Torres
L'Alzina de Can Torres o Alzina Nova de Can Torres (Quercus ilex) és un arbre que es troba a Matadepera (el Vallès Occidental), el qual és una alzina que n'ha vistes de tots colors i, en més d'una ocasió, ha estat a punt de sucumbir a l'embat de la destral.

## Dades descriptives
- Perímetre del tronc a 1,30 m: 3,40 metres.
- Alçada: 12,6 metres.
- Amplada de la capçada: 17 x 19 m (amplada mitjana capçada: 18 metres)
- Altitud sobre el nivell del mar: 637 m.[1]

## Aspecte general
Mostra els típics signes d'envelliment propis de l'avançada edat, amb abundants branques seques i trencades. A banda d'això, l'arbre es veu sa i força vigorós, amb una soca compacta sense cap indici de podridura ni d'atacs d'insectes o fongs.

## Observacions
Aquesta alzina s'anomena també Alzina Nova de Can Torres per diferenciar-la d'una altra que s'alçava darrere la casa, on encara en podem contemplar alguna resta. A més, prop de l'alzina, al costat de la pista d'accés a l'era de la masia, s'alça un peculiar xiprer (de tronc retort i pàl·lid com un esquelet) que sembla força vell. Fou declarada Arbre d'Interès Local pel Departament de Medi Ambient de la Generalitat de Catalunya l'any 1989.

## Curiositats
Als anys setanta s'hi rodaren algunes escenes d'una fotonovel·la.

## Accés
Es troba al costat de la masia de Can Torres, dins del Parc Natural de Sant Llorenç del Munt i l'Obac. Per arribar a Can Torres primerament cal anar a Can Solà del Racó. El millor punt de partida, per tal d'orientar-se fàcilment, és el camp de futbol i el pavelló esportiu de Matadepera. Des d'allà cal enfilar el carrer Camí Font de la Tartana que surt de darrere les instal·lacions esportives (rètols indicadors de Can Solà del Racó i masia La Tartana). Seguim aquest carrer fins al final, sense fer cas dels trencalls. Poc abans d'arribar a Can Solà del Racó veurem un notable exemplar de pi bord a mà dreta (al costat d'una casa de fusta de color blanc), el qual assoleix els 2,56 metres de volta de canó. Passem pel costat de la renovellada masia de Can Solà del Racó (alzina a mà dreta) i continuem recte, per pista de terra. De seguida veurem, a mà esquerra, la peculiar font de la Tartana, amb la seua espectacular volta de pedra (ací podem deixar el cotxe). Continuem per la pista i, en trobar un trencall, seguim a l'esquerra, pujant. Recorreguts un parell de quilòmetres arribem a Can Torres. L'alzina ja ens cridarà l'atenció de lluny estant, a l'esquerra de la casa. Coordenades UTM: 31T X0419147 Y4608383.